# Nasamonica
Nasamonica is een geslacht van vlinders van de familie kokermotten (Coleophoridae).

## Soorten
- N. oxymorpha Meyrick, 1922